# Ali Abdi
Ali Abdi (in arabo علي العابدي‎?; Sfax, 20 dicembre 1993) è un calciatore tunisino, difensore del Nizza e della nazionale tunisina.

## Carriera

### Club
Fa il suo debutto tra i professionisti con il Kairouan il 25 dicembre 2011 nel pareggio contro il Gafsa. Nel luglio del 2012 si trasferisce all'Espérance, dove vincerà il campionato nello stesso anno. Dopo una parentesi in prestito con lo Stade Tunisien, nel luglio del 2016 si trasferisce al Club Africain, dove vincerà per due volte la coppa nazionale. Nel luglio del 2019 si trasferisce a Parigi sponda Paris FC.

### Nazionale
Ha giocato nella nazionale tunisina Under-23.
Nel 2021 ha esordito in nazionale; nel 2021 e nel 2023 viene convocato per la Coppa d'Africa, mentre nel 2022 partecipa ai Mondiali.

## Statistiche

### Presenze e reti nei club
Statistiche aggiornate al 28 settembre 2024.
| Stagione             | Squadra              | Campionato           | Campionato | Campionato | Coppe nazionali | Coppe nazionali | Coppe nazionali | Coppe continentali | Coppe continentali | Coppe continentali | Altre coppe | Altre coppe | Altre coppe | Totale | Totale |
| Stagione             | Squadra              | Comp                 | Pres       | Reti       | Comp            | Pres            | Reti            | Comp               | Pres               | Reti               | Comp        | Pres        | Reti        | Pres   | Reti   |
| -------------------- | -------------------- | -------------------- | ---------- | ---------- | --------------- | --------------- | --------------- | ------------------ | ------------------ | ------------------ | ----------- | ----------- | ----------- | ------ | ------ |
| 2011-lug. 2012       | Kairouan             | CLP1                 | 15         | 2          | -               | -               | -               | -                  | -                  | -                  | -           | -           | -           | 15     | 2      |
| lug. 2012            | Espérance            | CLP1                 | 0          | 0          | -               | -               | -               | CCL                | 0                  | 0                  | -           | -           | -           | 0      | 0      |
| 2012-2013            | Espérance            | CLP1                 | 1          | 0          | -               | -               | -               | CCL                | 0                  | 0                  | -           | -           | -           | 1      | 0      |
| 2013-gen.2014        | Espérance            | CLP1                 | 0          | 0          | -               | -               | -               | -                  | -                  | -                  | -           | -           | -           | 0      | 0      |
| gen.-giu. 2014       | Stade Tunisien       | CLP1                 | 17         | 4          | CT              | 2               | 0               | -                  | -                  | -                  | -           | -           | -           | 19     | 4      |
| giu.2014             | Espérance            | CLP1                 | 0          | 0          | -               | -               | -               | CCL                | 2                  | 0                  | -           | -           | -           | 2      | 0      |
| 2014-2015            | Espérance            | CLP1                 | 11         | 0          | CT              | 0               | 0               | CCL                | 0                  | 0                  | -           | -           | -           | 11     | 0      |
| 2015-lug. 2016       | Espérance            | CLP1                 | 0          | 0          | CT              | 0               | 0               | -                  | -                  | -                  | -           | -           | -           | 0      | 0      |
| Totale Espérance     | Totale Espérance     | Totale Espérance     | 12         | 0          |                 | 0               | 0               |                    | 2                  | 0                  |             | -           | -           | 14     | 0      |
| lug. 2016            | Club Africain        | CLP1                 | 0          | 0          | CT              | 0               | 0               | -                  | -                  | -                  | -           | -           | -           | 0      | 0      |
| 2016-2017            | Club Africain        | CLP1                 | 12         | 2          | CT              | 2               | 0               | CC                 | 11                 | 2                  | -           | -           | -           | 25     | 4      |
| 2017-2018            | Club Africain        | CLP1                 | 22         | 2          | CT              | 5               | 1               | CC                 | 2                  | 0                  | -           | -           | -           | 29     | 3      |
| 2018-2019            | Club Africain        | CLP1                 | 22         | 3          | CT              | 2               | 0               | CC                 | 7                  | 0                  | -           | -           | -           | 31     | 3      |
| Totale Club Africain | Totale Club Africain | Totale Club Africain | 56         | 7          |                 | 9               | 1               |                    | 20                 | 2                  |             | -           | -           | 85     | 10     |
| 2019-2020            | Paris FC 2           | CN2                  | 1          | 0          | -               | -               | -               | -                  | -                  | -                  | -           | -           | -           | 1      | 0      |
| 2019-2020            | Paris FC             | L2                   | 14         | 0          | CF+CdL          | 1+2             | 0               | -                  | -                  | -                  | -           | -           | -           | 17     | 0      |
| 2020-2021            | Paris FC             | L2                   | 32+1       | 9          | CF              | 1               | 0               | -                  | -                  | -                  | -           | -           | -           | 34     | 9      |
| Totale Paris FC      | Totale Paris FC      | Totale Paris FC      | 46+1       | 9          |                 | 4               | 0               |                    | -                  | -                  |             | -           | -           | 51     | 9      |
| 2021-2022            | Caen 2               | CN                   | 1          | 0          | -               | -               | -               | -                  | -                  | -                  | -           | -           | -           | 1      | 0      |
| 2021-2022            | Caen                 | L2                   | 31         | 2          | CF              | 0               | 0               | -                  | -                  | -                  | -           | -           | -           | 31     | 2      |
| 2022-2023            | Caen                 | L2                   | 32         | 3          | CF              | 1               | 0               | -                  | -                  | -                  | -           | -           | -           | 33     | 3      |
| 2023-2024            | Caen                 | L2                   | 33         | 9          | CF              | 0               | 0               | -                  | -                  | -                  | -           | -           | -           | 33     | 9      |
| ago. 2024            | Caen                 | L2                   | 2          | 0          | CF              | -               | -               | -                  | -                  | -                  | -           | -           | -           | 2      | 0      |
| Totale Caen          | Totale Caen          | Totale Caen          | 98         | 14         |                 | 1               | 0               |                    | -                  | -                  |             | -           | -           | 99     | 15     |
| set. 2024-2025       | Nizza                | L1                   | 3          | 0          | CF              | 0               | 0               | UEL                | 0                  | 0                  | -           | -           | -           | 3      | 0      |
| Totale carriera      | Totale carriera      | Totale carriera      | 250        | 36         |                 | 16              | 1               |                    | 22                 | 2                  |             | -           | -           | 286    | 39     |

### Cronologia presenze e reti in nazionale
| Cronologia completa delle presenze e delle reti in nazionale ― Tunisia | Cronologia completa delle presenze e delle reti in nazionale ― Tunisia | Cronologia completa delle presenze e delle reti in nazionale ― Tunisia | Cronologia completa delle presenze e delle reti in nazionale ― Tunisia | Cronologia completa delle presenze e delle reti in nazionale ― Tunisia | Cronologia completa delle presenze e delle reti in nazionale ― Tunisia | Cronologia completa delle presenze e delle reti in nazionale ― Tunisia | Cronologia completa delle presenze e delle reti in nazionale ― Tunisia |
| Data                                                                   | Città                                                                  | In casa                                                                | Risultato                                                              | Ospiti                                                                 | Competizione                                                           | Reti                                                                   | Note                                                                   |
| ---------------------------------------------------------------------- | ---------------------------------------------------------------------- | ---------------------------------------------------------------------- | ---------------------------------------------------------------------- | ---------------------------------------------------------------------- | ---------------------------------------------------------------------- | ---------------------------------------------------------------------- | ---------------------------------------------------------------------- |
| 25-3-2021                                                              | Benghazi                                                               | Libia                                                                  | 2 – 5                                                                  | Tunisia                                                                | Qual. Coppa d'Africa 2021                                              | -                                                                      | 63’ 72’                                                                |
| 28-3-2021                                                              | Radès                                                                  | Tunisia                                                                | 2 – 1                                                                  | Guinea Equatoriale                                                     | Qual. Coppa d'Africa 2021                                              | -                                                                      |                                                                        |
| 5-6-2021                                                               | Radès                                                                  | Tunisia                                                                | 1 – 0                                                                  | RD del Congo                                                           | Amichevole                                                             | -                                                                      | 78’                                                                    |
| 15-6-2021                                                              | Radès                                                                  | Tunisia                                                                | 1 – 0                                                                  | Mali                                                                   | Amichevole                                                             | -                                                                      | 81’                                                                    |
| 20-1-2022                                                              | Limbe                                                                  | Gambia                                                                 | 1 – 0                                                                  | Tunisia                                                                | Coppa d'Africa 2021 - 1º turno                                         | -                                                                      |                                                                        |
| 2-6-2022                                                               | Radès                                                                  | Tunisia                                                                | 4 – 0                                                                  | Guinea Equatoriale                                                     | Qual. Coppa d'Africa 2023                                              | -                                                                      |                                                                        |
| 5-6-2022                                                               | Francistown                                                            | Botswana                                                               | 0 – 0                                                                  | Tunisia                                                                | Qual. Coppa d'Africa 2023                                              | -                                                                      | 46’                                                                    |
| 10-6-2022                                                              | Kōbe                                                                   | Cile                                                                   | 0 – 2                                                                  | Tunisia                                                                | Amichevole                                                             | 1                                                                      |                                                                        |
| 14-6-2022                                                              | Suita                                                                  | Giappone                                                               | 0 – 3                                                                  | Tunisia                                                                | Amichevole                                                             | -                                                                      |                                                                        |
| 16-11-2022                                                             | Al Rayyan                                                              | Tunisia                                                                | 2 – 0                                                                  | Iran                                                                   | Amichevole                                                             | 1                                                                      |                                                                        |
| 22-11-2022                                                             | Al Rayyan                                                              | Danimarca                                                              | 0 – 0                                                                  | Tunisia                                                                | Mondiali 2022 - 1º turno                                               | -                                                                      |                                                                        |
| 26-11-2022                                                             | Al Wakrah                                                              | Tunisia                                                                | 0 – 1                                                                  | Australia                                                              | Mondiali 2022 - 1º turno                                               | -                                                                      | 64’                                                                    |
| 30-11-2022                                                             | Al Rayyan                                                              | Tunisia                                                                | 1 – 0                                                                  | Francia                                                                | Mondiali 2022 - 1º turno                                               | -                                                                      | 82’                                                                    |
| 17-6-2023                                                              | Malabo                                                                 | Guinea Equatoriale                                                     | 1 – 0                                                                  | Tunisia                                                                | Qual. Coppa d'Africa 2023                                              | -                                                                      |                                                                        |
| 20-6-2023                                                              | Annaba                                                                 | Algeria                                                                | 1 – 1                                                                  | Tunisia                                                                | Amichevole                                                             | -                                                                      | 31’                                                                    |
| 7-9-2023                                                               | Tunisi                                                                 | Tunisia                                                                | 3 – 0                                                                  | Botswana                                                               | Qual. Coppa d'Africa 2023                                              | -                                                                      |                                                                        |
| 12-9-2023                                                              | Il Cairo                                                               | Egitto                                                                 | 1 – 3                                                                  | Tunisia                                                                | Amichevole                                                             | -                                                                      |                                                                        |
| 13-10-2023                                                             | Seul                                                                   | Corea del Sud                                                          | 4 – 0                                                                  | Tunisia                                                                | Amichevole                                                             | -                                                                      |                                                                        |
| 17-10-2023                                                             | Kōbe                                                                   | Giappone                                                               | 2 – 0                                                                  | Tunisia                                                                | Amichevole                                                             | -                                                                      | 72’                                                                    |
| 17-11-2023                                                             | Radès                                                                  | Tunisia                                                                | 4 – 0                                                                  | São Tomé e Príncipe                                                    | Qual. Mondiali 2026                                                    | -                                                                      | 89’                                                                    |
| 21-11-2023                                                             | Lilongwe                                                               | Malawi                                                                 | 0 – 1                                                                  | Tunisia                                                                | Qual. Mondiali 2026                                                    | -                                                                      |                                                                        |
| 6-1-2024                                                               | Radès                                                                  | Tunisia                                                                | 0 – 0                                                                  | Mauritania                                                             | Amichevole                                                             | -                                                                      |                                                                        |
| 20-1-2024                                                              | Korhogo                                                                | Tunisia                                                                | 1 – 1                                                                  | Mali                                                                   | Coppa d'Africa 2023 - 1º turno                                         | -                                                                      |                                                                        |
| 24-1-2024                                                              | Korhogo                                                                | Sudafrica                                                              | 0 – 0                                                                  | Tunisia                                                                | Coppa d'Africa 2023 - 1º turno                                         | -                                                                      |                                                                        |
| 23-3-2024                                                              | Il Cairo                                                               | Tunisia                                                                | 0 – 0 (4 – 5 dtr)                                                      | Croazia                                                                | Amichevole                                                             | -                                                                      |                                                                        |
| 26-3-2024                                                              | Il Cairo                                                               | Nuova Zelanda                                                          | 0 – 0 (2 – 4 dtr)                                                      | Tunisia                                                                | Amichevole                                                             | -                                                                      |                                                                        |
| 5-6-2024                                                               | Tunisi                                                                 | Tunisia                                                                | 1 – 0                                                                  | Guinea Equatoriale                                                     | Qual. Mondiali 2026                                                    | -                                                                      |                                                                        |
| 9-6-2024                                                               | Johannesburg                                                           | Namibia                                                                | 0 – 0                                                                  | Tunisia                                                                | Qual. Mondiali 2026                                                    | -                                                                      |                                                                        |
| 5-9-2024                                                               | Radès                                                                  | Tunisia                                                                | 1 – 0                                                                  | Madagascar                                                             | Qual. Coppa d'Africa 2025                                              | -                                                                      |                                                                        |
| 8-9-2024                                                               | Bakau                                                                  | Gambia                                                                 | 1 – 2                                                                  | Tunisia                                                                | Qual. Coppa d'Africa 2025                                              | 1                                                                      |                                                                        |
| 14-11-2024                                                             | Pretoria                                                               | Madagascar                                                             | 2 – 3                                                                  | Tunisia                                                                | Qual. Coppa d'Africa 2025                                              | 1                                                                      |                                                                        |
| 18-11-2024                                                             | Radès                                                                  | Tunisia                                                                | 0 – 1                                                                  | Gambia                                                                 | Qual. Coppa d'Africa 2025                                              | -                                                                      | 60’                                                                    |
| 19-3-2025                                                              | Monrovia                                                               | Liberia                                                                | 0 – 1                                                                  | Tunisia                                                                | Qual. Mondiali 2026                                                    | -                                                                      |                                                                        |
| 24-3-2025                                                              | Radès                                                                  | Tunisia                                                                | 2 – 0                                                                  | Malawi                                                                 | Qual. Mondiali 2026                                                    | -                                                                      |                                                                        |
| 2-6-2025                                                               | Radès                                                                  | Tunisia                                                                | 2 – 0                                                                  | Burkina Faso                                                           | Amichevole                                                             | -                                                                      | 63’                                                                    |
| 6-6-2025                                                               | Fès                                                                    | Marocco                                                                | 2 – 0                                                                  | Tunisia                                                                | Amichevole                                                             | -                                                                      | 40’, 90+1’                                                             |
| Totale                                                                 |                                                                        | Presenze                                                               | 36                                                                     |                                                                        | Reti                                                                   | 4                                                                      |                                                                        |

## Palmarès

### Club
- Campionato tunisino: 1

Espérance: 2011-2012
- Coupe de Tunisie: 2

Club Africain: 2016-2017, 2017-2018